# 경기여객
경기여객(京畿旅客)은 KD운송그룹 계열의 경기도 구리시의 시내버스 업체이다. 본사는 경기도 구리시 검배로 167 (수택동)에 위치하고 있다.

## 역사
- 2007년 12월 28일: KD운송그룹 계열사인 경기여객이 설립되었다.
- 2008년 4월 1일: KD운송그룹 계열사인 대원운수로부터 도시형버스 6개 노선 (3번, 51번, 93번, 95번, 96번, 166번)을 양수하여 운행을 시작하였다.
- 2008년: KD운송그룹 계열사인 경기고속으로부터 직행좌석버스 1115-6번을 양수받았다.
- 2008년: 9-2번이 경기고속에서 경기여객으로 이관되었다.
- 2009년: 9-2번에서 92번으로 변경되었다.
- 2010년 3월 2일: 경기운수 9번의 진접지구 구간이 일부 축소되면서 이를 대체하고자 사릉을 가지 않고 진접까지 연장하면서 지금까지 내려오고 있다. 이 때 변경으로 같은 달 22일 이 노선과 유사했던 8번이 폐선됐다. 그리고 동시에 차량 트레이드가 진행되어 초기의 대형차종 시절로 돌아왔다.
- 2011년 6월: 직행좌석버스 1650번이 구리시로 연장되었다.
- 2014년 6월: KD운송그룹 계열사인 경기고속으로부터 직행좌석버스 1650번을 양수받았다.
- 2014년 10월 29일: 도시형버스 96-1번 출근형버스 개통
- 2015년 12월 19일: 도시형버스 92번이 내촌차고지에서 광릉내차고지로 단축되었다.
- 2015년 12월 29일: 서울외곽순환고속도로상에 가천대역 정류장이 신설되어 경유지로 추가되었다.
- 2016년 11월 18일: 도시형버스 75번 갈매역 ~ 석계역 구간 신설
- 2017년 1월 7일: 직행좌석버스 1115-6번이 잠실광역환승센터로 기점변경
- 2017년 9월 9일: 직행좌석버스 1680번 갈매역 ~ 잠실역 구간 신설
- 2018년 1월 5일: 도시형버스 3번과 95번이 도농동회차지에서 다산차고지로 연장
- 2018년 4월 30일 : 직행좌석버스 1680번이 잠실역에서 잠실광역환승센터로 기점 변경
- 2018년 12월 3일 : 도시형버스 75번 노선 분리하여 75-1번 갈매역 ~ 화랑대역 신설
- 2019년 6월 1일 : 시내버스 52번버스 운행휴지 후 폐선되었다
- 2019년 6월 3일 : 시내버스 15번이 경기고속에서 경기여객으로 이관되었다.
- 2020년 1월 9일 : 시내버스 1-2번이 명진여객에서 경기여객으로 이관되고 의정부시 미경유 및 갈매지구로 경유하게 되었다.
- 2020년 3월 27일 : 직행좌석버스 G1690번 신설
- 2020년 5월 1일 : 시내버스 3번버스가 운휴되었다가 폐선되었다
- 2022년 11월 28일 : 마을버스 7번을 인수
- 2023년 3월 6일 : 시내버스 92번버스가 광릉내차고지에서 내촌차고지으로 연장 되었다.
- 2023년 6월 1일 : 마을버스 7-1번을 인수
- 2023년 12월 18일 : 시내버스 680번버스 신설
- 2024년 1월 1일 : 92번버스가 경기도형 준공영제인 시내버스 공공관리제를 시행
- 2024년 2월 26일 : 시내버스 79번 신설

## 현황
2021년 1월 기준이다.
| 운행업체      | 보유 노선수 | 보유 노선수 | 보유 노선수 | 보유 노선수 | 보유 노선수 | 등록 대수 | 등록 대수 | 등록 대수 | 등록 대수 | 등록 대수 |
| ------------- | ----------- | ----------- | ----------- | ----------- | ----------- | --------- | --------- | --------- | --------- | --------- |
| 운행업체      | 노선 합계   | 광역급행    | 직행좌석    | 일반좌석    | 시내일반    | 대수 합계 | 광역급행  | 직행좌석  | 일반좌석  | 시내일반  |
| 경기여객 (KD) | 14          | -           | 4           | -           | 10          | 130       | -         | 45        | -         | 85        |

## 노선
도곡리영업소 운행 노선
- ● 15번: 도곡리차고지 ↔ 덕소역 ↔ 양정역 ↔ 도농역 ↔ 구리역 ↔ 구리시청 ↔ 광나루역 ↔ 강변역(A) (이 노선은 경기고속에서 이관 받은 노선이다.)

대성리영업소 운행 노선
- ● 93번: 대성리 ↔ 마석역 ↔ 호평지구 ↔ 평내동 ↔ 평내호평역 ↔ 금곡동 ↔ 금곡역 ↔ 양정동 ↔ 도농역 ↔ 구리역 ↔ 구리여자중학교, 구리여자고등학교 ↔ 장자호수공원 ↔ 구리경찰서 ↔ 광나루역 ↔ 강변역(A) (구 9-3번, 이 노선은 대원운수에서 이관 받은 노선이다. 전기버스 운행중)

다산동영업소 운행 노선
- ● 95번: 다산차고지 ↔ 반도유보라 ↔ 유승한내들 ↔ 대림아파트 ↔ 미금중학교 ↔ 빙그레 ↔ 구리역 ↔ 구리여중고교 ↔ 대림,하나아파트 ↔ 구리경찰서 ↔ 광나루역 ↔ 강변역(B) (2018년 1월 15일 노선 연장, 이 노선은 대원운수에서 이관 받은 노선이다.)
- ● 95-1번: 태영데시앙 → (95번 경로대로 강변역까지 운행) → 강변역(B섹션) → (95번과 동일하게 운행) → 다산차고지 (95번 차량으로 운행.)

내촌영업소 운행 노선
- ● 92번: 내촌차고지 ↔ 음현4리.은고개 ↔ 원팔야리 ↔ 광릉초등학교 ↔ 경복대학 ↔ 진접역 ↔ 봉현마을.현대병원 ↔ 내각리 ↔ 퇴계원 ↔ 동구릉역3번출구.건영.성원아파트 ↔ 구리여자중학교, 구리여자고등학교 ↔ 구리경찰서 ↔ 광나루역 ↔ 강변역(B) (구 9-2번, 이 노선은 경기고속에서 이관 받은 노선이다, 전기버스 운행중) (2024년 1월 1일부터 경기도형 준공영제 실시)

구리시 본사 운행 노선
- ● 7번: 토평도서관 ↔ 대림.하나아파트 ↔ 남양저축은행 ↔ 구리역,롯데백화점
- ● 7-1번: 구리역,롯데백화점 ↔ 수택센트럴파크아파트 ↔ 수평사거리 ↔ 수택고.SK신일.우남아파트
- ● 51번: 수택동차고지 ↔ 수택고등학교 ↔ 구리여자중학교, 구리여자고등학교 ↔ 벌말삼거리 ↔ 수택2동행정복지센터, 새마을금고 ↔ 구리시청, 구리아트홀 ↔ 교문사거리, 딸기원 ↔ 망우리고개 ↔ 망우역 ↔ 상봉역.중랑우체국 ↔ 중랑역 ↔ 시조사삼거리 ↔ 청량리역 ↔ 경동시장 (이 노선은 대원운수에서 이관 받은 노선이다.)
- ● 75번: 갈매역 ↔ 갈매교차로 ↔ 산마루초등학교 ↔ 갈매6단지 ↔ 보현사 ↔ 신내능마을 ↔ 봉화산역 ↔ 화랑대역 ↔ 태릉입구역 ↔ 석계역 (2016년 11월 18일 신설)
- ● 75-1번: 갈매역 ↔ 갈매교차로 ↔ 갈매초교 ↔ 보현사 ↔ 신내능마을 ↔ 봉화산역 ↔ 화랑대역 (2018년 12월 3일 신설, 75번 분리노선)
- ● 78번: 갈매역 ↔ 갈매와이시티, 갈매초등학교 ↔ 구리시립묘지 ↔ 배탈고개 ↔ 교문사거리 ↔ 구리경찰서 ↔ 워커힐아파트 ↔ 광나루역 ↔ 강변역(B) (구 1-2번, B번 승강장에 정차,이 노선은 명진여객에서 이관 받은 노선이다)
- ● 79번: 수택동차고지 ↔ 남양시장 ↔ 인창주공1단지 ↔ 구리농산물시장 ↔ 다산e편한세상더퍼스트, 현대프리미엄아울렛 ↔ 다산선형공원 ↔ 구리왕숙체육공원 ↔ 산마루마을 ↔ 갈매와이시티, 갈매초교 ↔ 별내한라비발디 ↔ 별내역 ↔ 별내동주미센터입구, 우미린아파트 (이하역순) (2024년 4월 8일부로 노선변경)
- ● 680번: 수택동차고지 ↔ 돌다리 ↔ 금란교회 ↔ 상봉터미널 ↔ 양원리입구 ↔ 중랑경찰서후문 ↔ 한라비발디 (2025년 1월 25일 노선단축)
- ● 1115-6번: 구리농수산물도매시장 ↔ 한진그랑빌 ↔ 배탈고개 ↔ 교문사거리 ↔ 돌다리.구리전통시장 ↔ 수택동 빗물펌프장 ↔ 구리여자중학교, 구리여자고등학교 ↔ 벌말삼거리 ↔ 강변북로 ↔ 잠실대교 ↔ 잠실광역환승센터(이 노선은 경기고속에서 이관받은 노선이다.)
- ● 1650번: 수택동차고지 ↔ 수택고등학교 ↔ 구리여자중학교, 구리여자고등학교 ↔ 벌말삼거리 ↔ 토평정수장 ↔ 강변북로 ↔ 강변역 (강변테크노마트) ↔ 잠실대교 ↔ 잠실역 ↔ 석촌역 ↔ 송파역 ↔ 가락시장역 ↔ 문정역 ↔ 장지역.가든 파이브 ↔ 복정역 ↔ 송파 나들목 ↔ 수도권제1순환고속도로 (청계요금소, 성남요금소) ↔ 평촌 나들목 ↔ 안양농수산물도매시장 ↔ 범계역 ↔ 비산사거리 ↔ 안양우체국 ↔ 안양역 (경기고속과 공동배차하던 노선이었으나 현재 경기여객 단독 운행으로 변경되었다.)
- ● 1680번: 갈매역 ↔ 갈매주공 ↔ 구리포천고속도로 ↔ 강변북로 ↔ 잠실대교 ↔ 잠실광역환승센터 (2017년 9월 9일 신설, 2층버스 운행)
- ● G1690번: 갈매한라비발디 ↔ LH갈매사업단 ↔ 갈매와이시티 ↔ 갈매순환삼거리 ↔ 강변북로 ↔ 잠실대교 ↔ 잠실광역환승센터 (2020년 3월 27일 신설)

## 폐지된 노선
- ● 1-2번: 청학리 - 별내리슈빌아파트 - 별내역 - 갈매스타힐스 - 배탈고개 - 교문사거리 - 구리경찰서 - 강변역 (B번 승강장에 정차, 2020년 1월 9일부로 의정부시구간은 미경유, 갈매지구 경유, 이 노선은 명진여객에서 이관 받은 노선이다. 2020년 8월1일부터 운행중단 2022년 3월 2일부로 78번으로 노선변경및 단축)
- ● 1-5번: 진벌리차고지 ↔ 경복대학 ↔ 진접지구 ↔ 오남리 ↔ 사릉 (용정리) ↔ 퇴계원역 ↔ 배탈고개 ↔ 교문사거리 ↔ 구리시청 ↔ 광나루역 ↔ 강변역 (동서울종합버스터미널) (이 노선은 남양주시 면허 경기운수와 공동배차한다.) (이 노선은 경기고속에서 이관 받은 노선이다.) (구 1115-3번, 경기운수 5-1번 노선으로 배치)
- ● 3번: 다산차고지 ↔ 빙그레 ↔ 돌다리 ↔ 구리역 ↔ 교문사거리 ↔ 망우리고개 ↔ 망우역 ↔ 상봉역 (상봉시외버스터미널) ↔ 중랑역 ↔ 회기역 (경희대학교, 서울시립대학교) ↔ 청량리역 (이 노선은 대원운수에서 이관 받은 노선이고 2020년 5월 1일 이후 운휴되었다가 폐선되었다.)
- ● 11-1번: 갈매동 ↔ 봉화산역 ↔ 화랑대역 ↔ 북부간선도로 ↔ 배탈고개 ↔ 구리시청 ↔ 아치울 ↔ 워커힐 ↔ 천호동 ↔ 길동 (이 노선은 경기고속으로부터 이관받았으며, 2009년 초에 폐선되었음)
- ● 52번: 수택고등학교 ↔ 인창지구 ↔ 배탈고개 ↔ 교문사거리, 딸기원 ↔ 망우리고개 ↔ 망우역 ↔ 상봉역 (상봉시외버스터미널) ↔ 중랑역 ↔ 회기역 (경희대학교, 서울시립대학교) ↔ 청량리역 (이 노선은 경기고속에서 이관 받은 노선이다, 2019년 6월 1일부터 운행휴지 후 폐선되었다.)
- ● 53번: 수택고등학교 ↔ 수택동 빗물펌프장 ↔ 구리농 · 수산물도매시장 ↔ 한진그랑빌 ↔ 배탈고개 ↔ 교문사거리 ↔ 망우리고개 ↔ 망우역 ↔ 상봉역 (상봉시외버스터미널) ↔ 중랑역 ↔ 회기역 (경희대학교, 서울시립대학교) ↔ 청량리역
- ● 96번: 다산차고지 ↔ 빙그레 ↔ 구리농수산물도매시장 ↔ 인창지구 ↔ 구리여중고교 ↔ 대림,하나아파트 ↔ 구리경찰서 ↔ 광나루역 ↔ 강변역 (동서울종합버스터미널) (이 노선은 대원운수에서 이관 받은 노선이고, 2024년 4월 8일부로 폐선후 대체 노선은 같은 날 노선이 변경된 79번이다.)
- ● 96-1번: 최촌마을 → 배탈고개.일신건영아파트 → 교문사거리 → 구리시청 → 구리경찰서 → (이후 96번과 동일하게 운행) → 강변역(B) → (이후 96번과 동일하게 운행) → 다산차고지 (2020년 상반기 96-1번이 BIS에서 삭제됨에 따라 폐선이 확인되었다.)
- ● 166번: 도곡리 ↔ 도심역 ↔ 덕소역 ↔ 도농역 ↔ GS스퀘어 ↔ 돌다리 ↔ 구리역 ↔ 교문사거리 ↔ 망우리고개 ↔ 망우역 ↔ 상봉역 (상봉시외버스터미널) ↔ 중랑역 ↔ 회기역 (경희대학교, 서울시립대학교) ↔ 청량리역 (이 노선은 대원운수에서 이관 받은 노선이다. 구.2229번)

## 보유 차량
- 자일대우버스
  - 자일대우 NEW BS090
  - 자일대우 NEW BS106
  - 자일대우 FXⅡ116 크루징 애로우
  - 자일대우 FX116 하모니

- 현대자동차
  - 현대 그린시티
  - 현대 뉴 슈퍼 에어로시티
  - 현대 저상 뉴 슈퍼 에어로시티
  - 현대 일렉시티
  - 현대 뉴 프리미엄 유니버스 프라임

- CHTC 킨윈
  - CHTC 에픽시티 EV

- 우진산전
  - 우진산전 아폴로 1100

- 볼보버스
  - 볼보 B8RLE

## 영업소 현황
- 도곡리영업소(15번): 경기도 남양주시 와부읍 덕소로 320
- 대성리영업소(93번): 경기도 가평군 청평면 경춘로 52
- 다산동영업소(95번,96번): 경기도 남양주시 다산동 6018
- 신내동영업소(75번, 75-1번): 서울특별시 중랑구 신내역로 25 (신내동)
- 내촌영업소(92번): 경기 포천시 내촌면 음고개길 7
- 본사(51번, 1115-6번, 1650번, 1680번): 경기도 구리시 검배로 167 (수택동)

## 갤러리

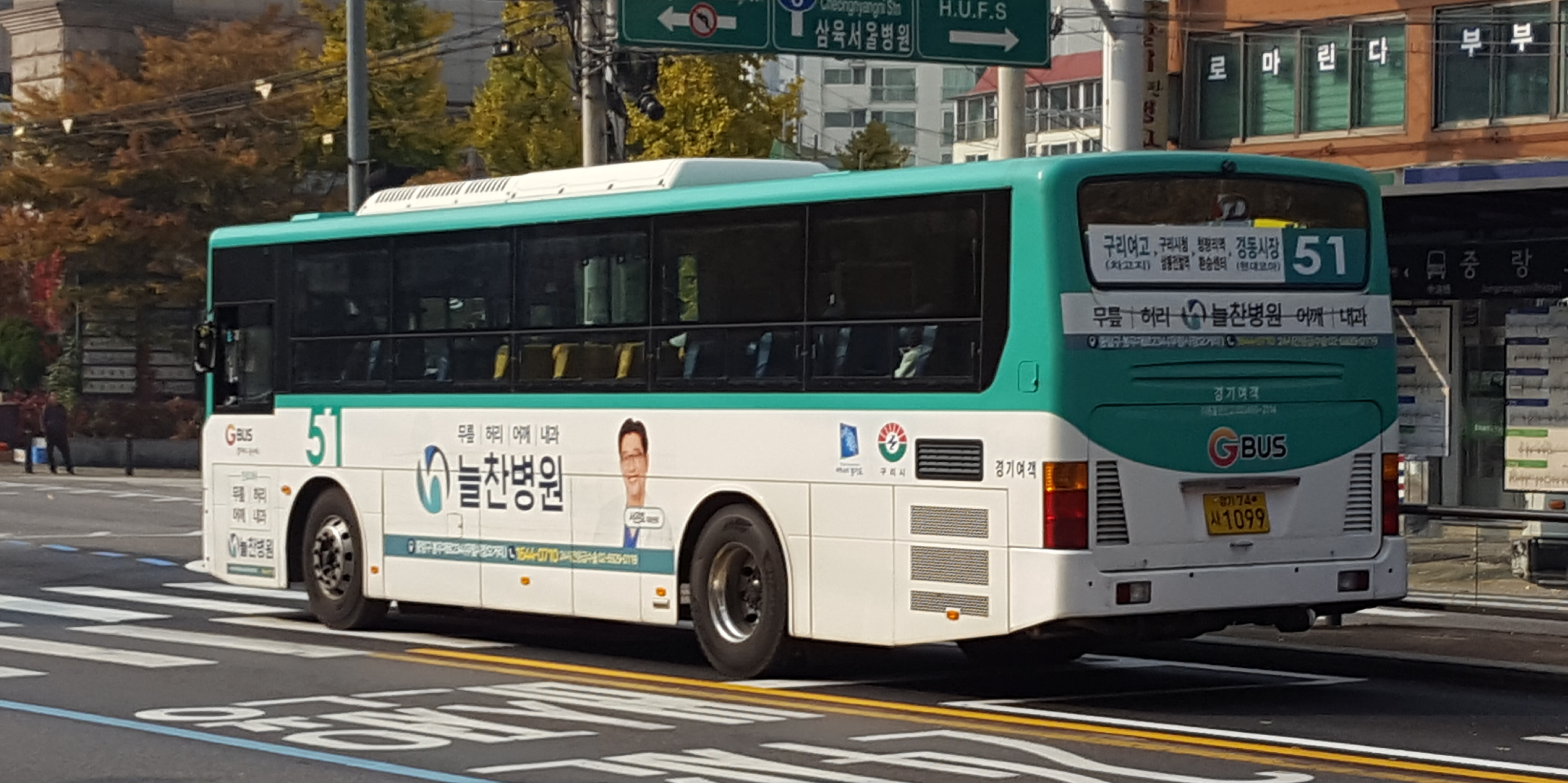
구리시내버스 51번
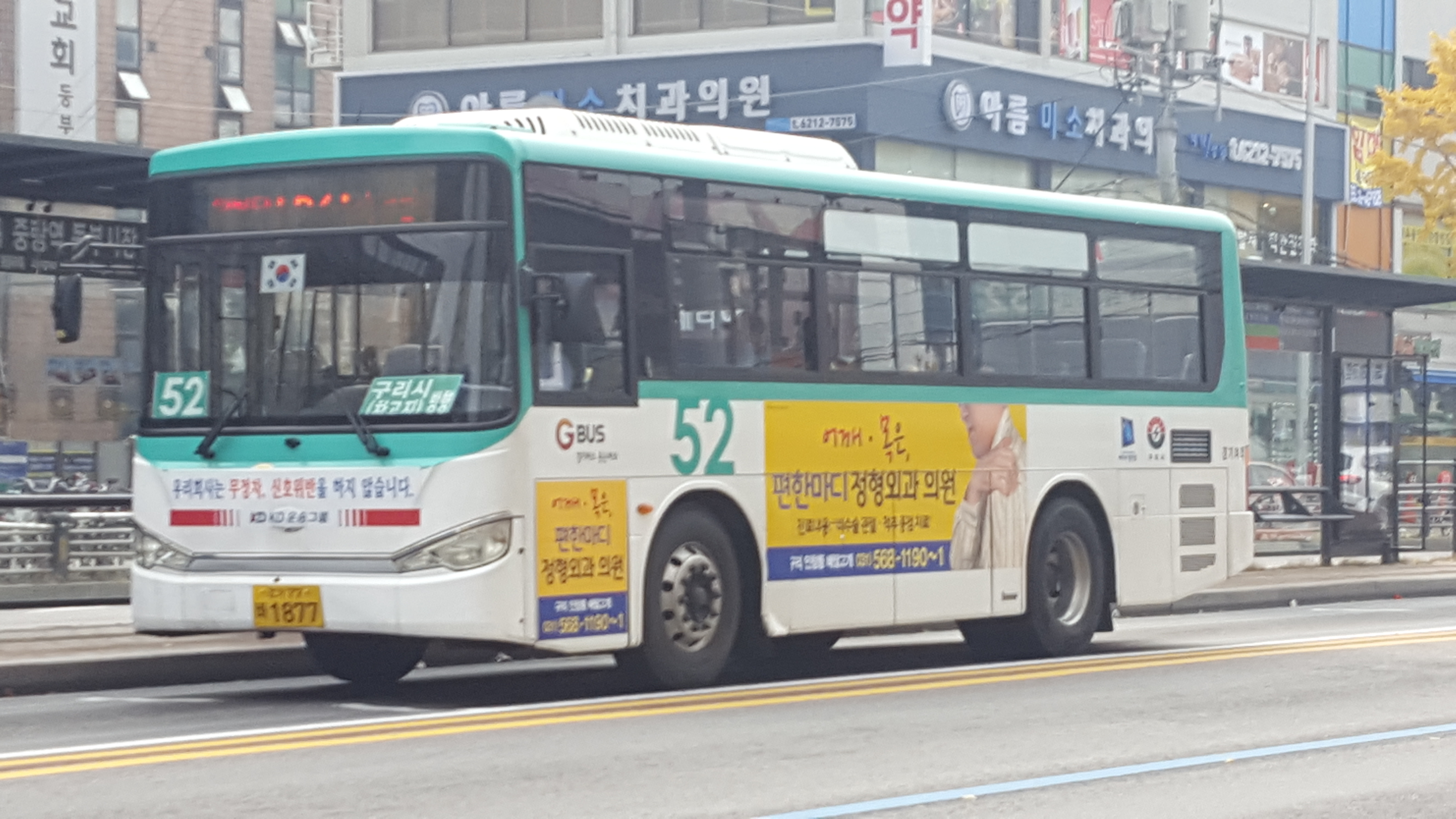
구리시내버스 구 52번
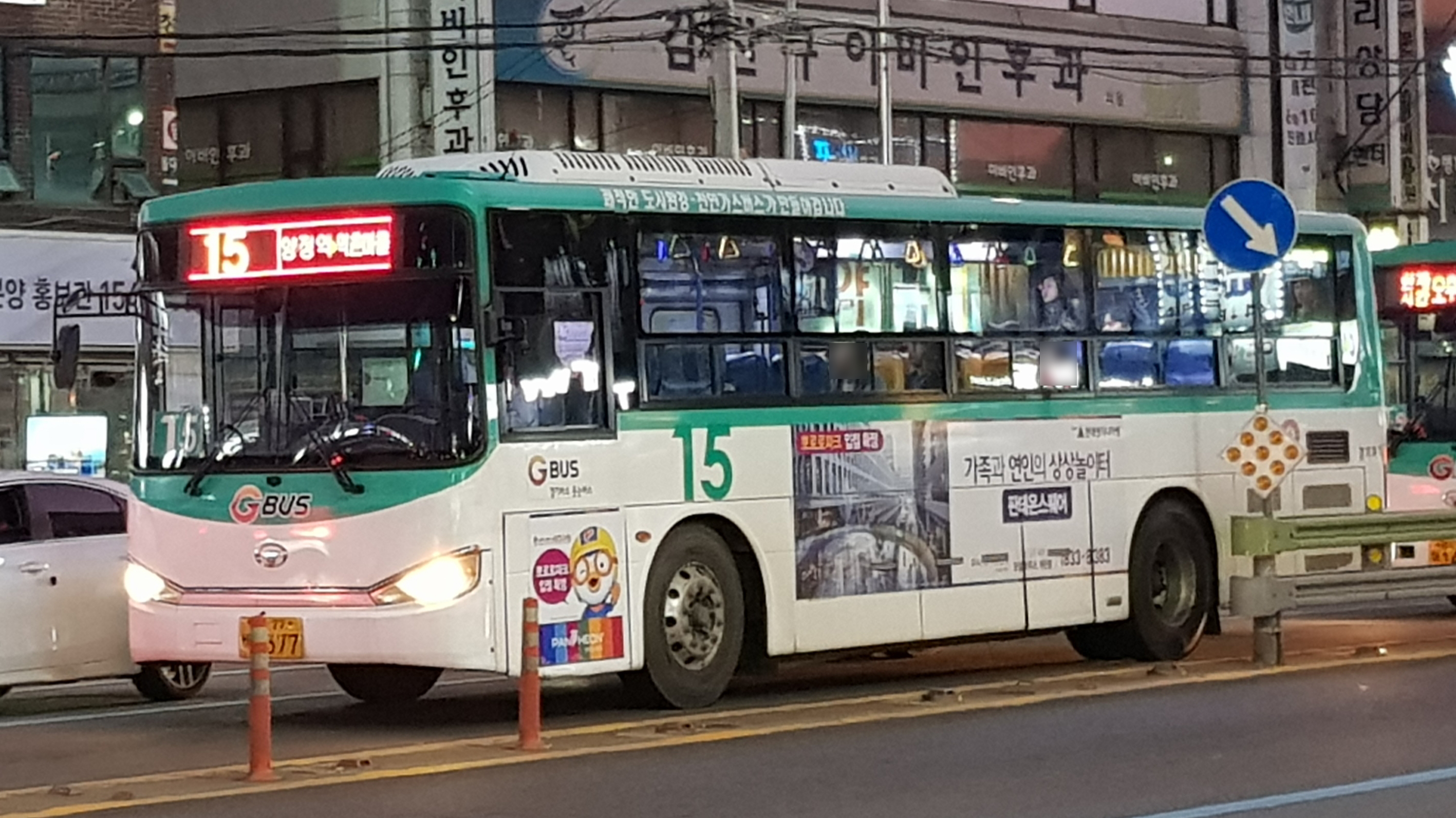
구리시내버스 15번

## 같이 보기
- KD운송그룹
- 경기버스
- 경기운수
- 대원운수